# Maximilian Nagl
Maximilian Nagl   (Weilheim in Oberbayern, 7 d'agost de 1987), més conegut com a Max Nagl, és un pilot de motocròs alemany. Al llarg de la seva carrera ha aconseguit un subcampionat del món de motocròs, un total de 4 victòries en Grans Premis i deu Campionats d'Alemanya entre el 2000 i el 2024, a més d'haver format part de la selecció alemanya que va guanyar el Motocross des Nations el 2012 (l'única victòria fins al moment del seu país en aquesta prova).

## Palmarès
A 31 de desembre de 2018
Font:
| Any  | Motocicleta | Campionat del món | Campionat del món | C. Alemanya      |
| Any  | Motocicleta | 250cc             | 125cc             | C. Alemanya      |
| ---- | ----------- | ----------------- | ----------------- | ---------------- |
| 2000 | ?           | -                 | -                 | 1r 85cc          |
| 2001 | ?           | -                 | -                 | 1r Junior        |
| 2002 | ?           | -                 | -                 | 5è 125cc         |
| 2003 | ?           | -                 | 35è               | 3r Masters       |
|      |             | MX1               | MX2               |                  |
| 2004 | KTM         | -                 | 28è               | 1r 125/250/Inter |
| 2005 | KTM         | -                 | 16è               | 3r Masters       |
| 2006 | KTM         | -                 | 20è               | 1r Masters       |
| 2007 | KTM         | 18è               | -                 | 3r Masters       |
| 2008 | KTM         | 6è                | -                 | 1r Masters       |
| 2009 | KTM         | 2n                | -                 | 4t Masters       |
| 2010 | KTM         | 4t                | -                 | 7è Masters       |
| 2011 | KTM         | 5è                | -                 | ?                |
| 2012 | KTM         | 16è               | -                 | 5è Masters       |
| 2013 | Honda       | 10è               | -                 | 3r Masters       |
|      |             | MXGP              | MX2               |                  |
| 2014 | Honda       | 6è                | -                 | 10è Masters      |
| 2015 | Husqvarna   | 6è                | -                 |                  |
| 2016 | Husqvarna   | 3r                | -                 |                  |
| 2017 | Husqvarna   | 8è                | -                 |                  |
| 2018 | TM          | 16è               | -                 |                  |

Notes
1. ↑  Junior: "ADAC Junior Cup 85cc".
2. ↑  Masters: Campionat alemany de motocròs, "ADAC MX Masters".